# Försvarsmaktens HR-centrum
Försvarsmaktens HR-centrum (FM HRC) är ett försvarsmaktsgemensamt funktionscentrum inom Försvarsmakten som verkat sedan 2009. Förbandsledningen är förlagd i Stockholms garnison, Stockholm.

## Historik
Försvarsmaktens HR-centrum bildades 2009 och övertog verksamheten från Rekryteringscentrum (RekryC), men även verksamhet från personalstaben och insatsstaben.

## Verksamhet
Försvarsmaktens HR-centrum är ett kompetenscentrum för bland annat marknadsföring, yrkesinformation, rekrytering (och fram till 2011 även uttagning till svenska utlandsstyrkan) samt till olika utbildningar inom Försvarsmakten. Dessutom återfinns myndighetens utställningsverksamhet, uppvisningsgrupper och ungdomsverksamhet i HR-centrums uppgifter. Försvarsmaktens skolinformatörer, som utbildar och informerar skolungdomar om värnplikten och totalförsvaret, koordineras från HR-centrum.

## Förbandschefer
- 2009–2018: Lena Sköld[2][3]
- 2018–2018: Örlogskapten Helena Sigurdsson [a]
- 2019–2021: Överste Anders Widuss[4][3]
- 2021–2022: Kim-Lena Ekvall Svedenblad [3]
- 2022–2022: Överstelöjtnant Anders Högrell
- 2023–2023: Martina Wejdrup [b]
- 2023–20xx: Johan Sandström [3]

## Namn, beteckning och förläggningsort
| Försvarsmaktens HR-centrum | 2009-01-01 | – |  |

| FM HRC | 2009-01-01 | – |  |

| Stockholms garnison (F) | 2009-01-01 | – |  |